# Пак Бон Чун
Пак Бон Чун (8 февраля 1926 — 20 ноября 2013) — колхозник колхоза «Полярная звезда» Средне-Чирчикского района Ташкентской области, Узбекская ССР. Герой Социалистического Труда (1966).

## Биография
Родился в 1926 году в одном из населённых пунктов Дальнего Востока.
В 1937 году вместе с другими корейцами своего села депортирован в Средне-Чирчикский район Узбекской ССР. Трудился рядовым в колхозе «Полярная звезда» Средне-Чирчикского района, председателем которого с 1940 года был дважды Герой Социалистического Труда Ким Пен Хва.
Указом Президиума Верховного Совета СССР от 13 июня 1950 года «за получение высоких урожаев риса, хлопка и зеленцового стебля кенафа на поливных землях при выполнении колхозами обязательных поставок и контрактации по всем видам сельскохозяйственной продукции, натуроплаты за работу МТС в 1949 году и обеспеченности семенами всех культур в размере полной потребности для весеннего сева 1950 года» удостоен звания Героя Социалистического Труда с вручением ордена Ленина и золотой медали «Серп и Молот».
Этим же указом звания Героя Социалистического Труда были удостоены четыре колхозника колхоза «Полярная звезда»: Ким Пендю, Ли Гванок, Ли Сынбон и Хэ Рим.
Позднее проживал в Ленинградской области.
Умер 20 ноября 2013 года. Похоронен на Северном кладбище города Ростов-на-Дону.